# Mel Dinelli
Amelio „Mel“ Dinelli (* 6. Oktober 1912 in Albuquerque, New Mexico; † 28. November 1991 in Los Angeles, Kalifornien) war ein US-amerikanischer Autor. Er schrieb  mit Schwerpunkt auf Suspense-Geschichten für Film, Fernsehen, Radio, Theater und Magazine.

## Leben und Werk
Dinelli wuchs in Albuquerque auf und versuchte sich dort in den frühen 1930er-Jahren als Schauspieler, so am Albuquerque Little Theatre an der Seite von Vivian Vance in zwei Stücken. Er studierte anschließend am Pasadena Playhouse sowie an der University of Washington, hier verlegte er sich auf Kreatives Schreiben und Journalismus.
1943 erlangte Dinelli erste Bekanntheit durch sein Theaterstück Schubert's Alley, das über den Aufstieg einer jungen Frau am Broadway handelte. Das Stück mit ausschließlich weiblicher Besetzung wurde alleine bis 1945 in rund 385 Städten aufgeführt. Er schrieb in dieser Zeit auch für diverse Radio-Hörspielserien wie etwa Suspense. Die Suspense-Episode To Find Help, in der Frank Sinatra die Hauptrolle sprach, arbeitete er später in das Theaterstück The Man um, das 1950 am Broadway seine Premiere feierte. Das im Jahr 1918 spielende Stück handelt von einer Witwe, die sich gegen einen schizophrenen Handwerker erwehren muss, und wurde auch 1952 unter dem Titel Beware, My Lovely mit Ida Lupino und Robert Ryan in den Hauptrollen verfilmt.
Heute ist Dinelli insbesondere noch für seine Beiträge zum Film noir bekannt, angefangen 1945 mit dem unter Regie von Robert Siodmak verfilmten Die Wendeltreppe über einen Serienmörder und ein stummes Dienstmädchen, das sich gegen diesen erwehren muss. Wie Die Wendeltreppe ist auch Dinnellis von Fritz Lang verfilmtes Drehbuch zu Das Todeshaus am Fluß (1950) in eine schaurige, viktorianisch anmutende Atmosphäre getaucht. Mit dem Edgar Allan Poe Award in der Kategorie Bestes Filmdrehbuch wurde seine Arbeit an der Cornell-Woolrich-Verfilmung Das unheimliche Fenster (1949) ausgezeichnet. Ferner erhielt er dafür eine Nominierung für den WGA Award der Writers Guild of America. Der Film handelt von einem Jungen, der einen Mord beobachtet, dem aber niemand Glauben schenken möchte. Minnelli arbeitete mit bekannten Regisseuren wie Lang, Siodmak, Max Ophüls (bei Schweigegeld für Liebesbriefe, 1949) und John Sturges (bei Jeopardy, 1953). Nach dem Ende der klassischen Ära des Film noir trat Dinnelli nicht mehr als Drehbuchautor in Erscheinung.
Dinnelli starb 1991 im Alter von 79 Jahren an Herzversagen und wurde bei seinem Tod von einem Neffen als nächstem Verwandten überlebt.

## Filmografie (Auswahl)
- 1945: Die Wendeltreppe (The Spiral Staircase)
- 1949: Das unheimliche Fenster (The Window)
- 1949: Schweigegeld für Liebesbriefe (The Reckless Moment)
- 1950: Das Todeshaus am Fluß (House by the River)
- 1951: Grund zur Aufregung (Cause for Alarm!)
- 1952: Beware, My Lovely
- 1953: Jeopardy
- 1957: Lizzie
- 1958: Step Down to Terror

## Theaterstücke (Auswahl)
- Schubert's Alley (1943)
- The Men (1950)